# 기시노 야스유키
기시노 야스유키(일본어: 岸野 靖之, 1958년 6월 13일 ~ )는 일본의 전 축구 선수, 감독이다.

## 구단 경력
1977년 일본 사커 리그의 미쓰비시 중공에 입단하였다. 1982년 요미우리로 이적했다. 1982년부터 1990년까지 58경기에 나서 3득점을 넣었다.

## 지도자 경력
은퇴 후에는 요미우리(베르디 가와사키)의 코치를 거쳐, 2005년 사간 도스의 코치으로 취임하였다. 2007년 감독으로 취임하였다. 2010년부터 2012년까지 요코하마 FC에서 감독을 맡았다.